# Chelidonichthys kumu
La gallinella australe (Chelidonichthys kumu Cuvier, 1829), è una specie di pesce osseo marino appartenente alla famiglia Triglidae.

## Distribuzione e habitat
È diffusa nelle aree temperate e subtropicali dell'Indo-Pacifico. È comune nelle acque dell'Africa sudorientale del Mozambico e del Sudafrica (fino al Capo di Buona Speranza) nonché dell'Australia meridionale e della Nuova Zelanda. Risulta segnalato anche in Giappone, in Corea e a Hong Kong. bentonico, vive su fondali sabbiosi e di conchiglie della piattaforma continentale tra.

## Descrizione
Molto simile a Chelidonichthys lucerna diffuso anche nei mari europei e nel mar Mediterraneo. Sebbene non abbia ghiandole velenifere pare che la puntura dei raggi spinosi della prima pinna dorsale abbia effetti dolorosi. La colorazione è olivaceo o bruno che vira verso il rosso quando il pesce è disturbato. La parte inferiore delle pinne pettorali sono cosparse di macchie nere e punti bianchi.
Misura fino a 60 cm, la taglia media è sui 40 cm. Il peso massimo noto è di 1,5 kg.

## Biologia
Vive fino a 15 anni.

### Alimentazione
Si nutre prevalentemente di crostacei.

## Pesca
La carne è ottima e la specie è oggetto di pesca commerciale. Viene spesso impiegata per la produzione del surimi.

## Conservazione
Sebbene venga pescata in varie aree le sue popolazioni paiono stabili e la IUCN non la considera specie minacciata.

## Tassonomia
La tassonomia della specie è poco nota. Potrebbe trattarsi di 3 specie diverse con areale non sovrapposto.